# Румен Видов
Румен Ангелов Видов е български политик, бивш кмет на община Видин (2007 – 2011), избран от листата на ГЕРБ. Първи президент на Ротъри клуб във Видин.

## Биография
Румен Видов е роден на 23 октомври 1952 г. в град Монтана, България. Активно участва в приватизацията на „Гипсфазер“ ЕООД. През 1997 година, когато заводът вече е приватизиран от световния гигант Кнауф, Видов е назначен за негов изпълнителен директор. Работи в „Кнауф-Гипсфазер“ до 2006 година. До избирането си за кмет на община Видин е личен съветник на собственика Кнауф по инвестициите в България.

### Политическа кариера
В периода от 2002 до 2007 година е общински съветник във Видин от НДСВ. В периода от 2007 до 2011 година е кмет на Видин, от листата на ГЕРБ.

#### Избори
На местните избори през 2007 година е избран за кмет от листата на ГЕРБ. На първи тур получава 40,52 % а на втори тур печели с 64,62 %. На балотажа отива с Иван Николов от коалиция „За Видин“ (СДС, ДСБ, ЗНС, БДС „Радикали“, РДП), който на първи тур получава 28,65 %.
Умира на 18 декември 2020 г.